# دختر لیبریایی
«دختر لیبریایی» (به انگلیسی: Liberian Girl) نام نهمین تک‌آهنگ منتشر شده از آلبوم بــد اثر مایکل جکسون می‌باشد. مایکل این ترانه را برای یکی از بهترین دوستانش، الیزابت تیلور، بازیگر معروف سینمای هالیوود اختصاص داده است.

## موزیک ویدئو
در موزیک ویدئوی این ترانه افراد معروفی همانند: دیوید کاپرفیلد، جان تراولتا، استیون اسپیلبرگ، پائولا عبدل، کوئینسی جونز، ووپی گلدبرگ و الیویا نیوتن جان شرکت کرده‌اند. این افراد در یک استودیوی فیلم‌برداری منتظر مایکل جکسون هستند تا با او فیلم‌برداری ترانهٔ «دختر لیبریایی» را آغاز کنند، اما غافل از این که خود مایکل دارد از آن‌ها فیلم می‌گیرد.
موزیک ویدئوی «دختر لیبریایی» بر روی آلبوم‌های ویدئویی تاریخ در فیلم، جلد ۲ و ویژن منتشر شده است.

## عوامل
- ترانه‌نویس، آهنگ‌ساز، دکلمهٔ زمینه و خواننده: مایکل جکسون
- تهیه‌کننده: کوئینسی جونز
- کمپانی تهیه‌کننده: مایکل جکسون
- ساز ضربی: میکو براندو، جان رابینسون
- تنظیم: مایکل جکسون، جان بارنس، کوئینسی جونز